# Дебър (община в Албания)
 Тази статия е за общината в Албания.  За общината в Северна Македония вижте Дебър (община).  
Дебър (на албански: Dibër или Dibra) е община в област Дебър, източна Албания с площ от 761 km2. Административен център е град Пешкопия.
Общината е създадена в 2015 година след сливане на общините Арас, Фуша-Чидън, Кала и Додъс, Кастриот, Лура, Лузни, Макелари, Мелан, Мухур, Пешкопия, Селища, Слова, Томин, Зал-Дарда и Зал-Реч, които стават общински секции.
Общината съвпада с едноименния окръг Дебър, закрит в 2000 година.